# 월간 코믹 얼라이브
〈월간 코믹 얼라이브〉(月刊コミックアライブ)는 KADOKAWA / 미디어팩토리의 만화 잡지이다. 2006년 6월 27일에 창간되었다. 매월 27일에 발매된다.

## 단행본
「MF코믹스 / 얼라이브 시리즈」의 레이블로 매월 23일쯤에 발매된다. 공식 사이트에서는 「얼라이브 코믹스」라는 별명도 사용되고 있다.